# ماراللوي كلبلو
ماراللوي كلبلو (بالإنجليزية: Marallui-ye Kalbalu)‏ هي منطقة سكنية تقع في قسم بائين برزند الريفي في إيران. يقدر عدد سكانها بـ 110 نسمة .